# Defileul Burlănești
Defileul Burlănești este un monument al naturii de tip geologic sau paleontologic în raionul Edineț, Republica Moldova. Este amplasat la nord-vest de satul Burlănești, pe un segment al râului Draghiște. Are o suprafață de 10 ha conform Legii ariilor protejate sau 42,74 ha conform unor măsurări mai recente. Obiectul este administrat de Primăria comunei Burlănești.

## Descriere
Defileul a fost cercetat pentru prima dată de geologul Ion Suhov. S-a format timp de câteva milenii ca rezultat al adâncirii râului Draghiște din contul masivului de calcar de vârstă badeniană din partea inferioară a recifului și a celui de vârstă volhiniană din partea superioară. Au fost descoperite colonii de briozoare fosile.
Lățimea defileului constituie aprox. 140 m. Versanții adăpostesc câteva grote, în care au fost descoperite unelte de silex din epoca paleolitică și fragmente de oase ale animalelor preistorice.
Împreună cu defileele Fetești și Trinca, alcătuiește Complexul natural Trinca–Fetești–Burlănești din bazinul râului Draghiște.

## Statut de protecție
Obiectivul a fost luat sub protecția statului prin Hotărîrea Sovietului de Miniștri al RSSM din 13 martie 1962 nr. 111, iar statutul de protecție a fost reconfirmat prin Hotărîrea Sovietului de Miniștri al RSSM din 8 ianuarie 1975 nr. 5 și Legea nr. 1538 din 25 februarie 1998 privind fondul ariilor naturale protejate de stat. Deținătorul funciar al monumentului natural este Primăria comunei Burlănești.
Situl are valoare educațională, peisagistică și turistică și prezintă interes științific pentru geologi, arheologi, biologi și geografi.
Conform situației din anul 2016, aria naturală nu are un panou informativ și nici borne de delimitare a zonei protejate. Accesul pentru turiști și amatori este deschis, dar nu este organizat.

## Galerie de imagini

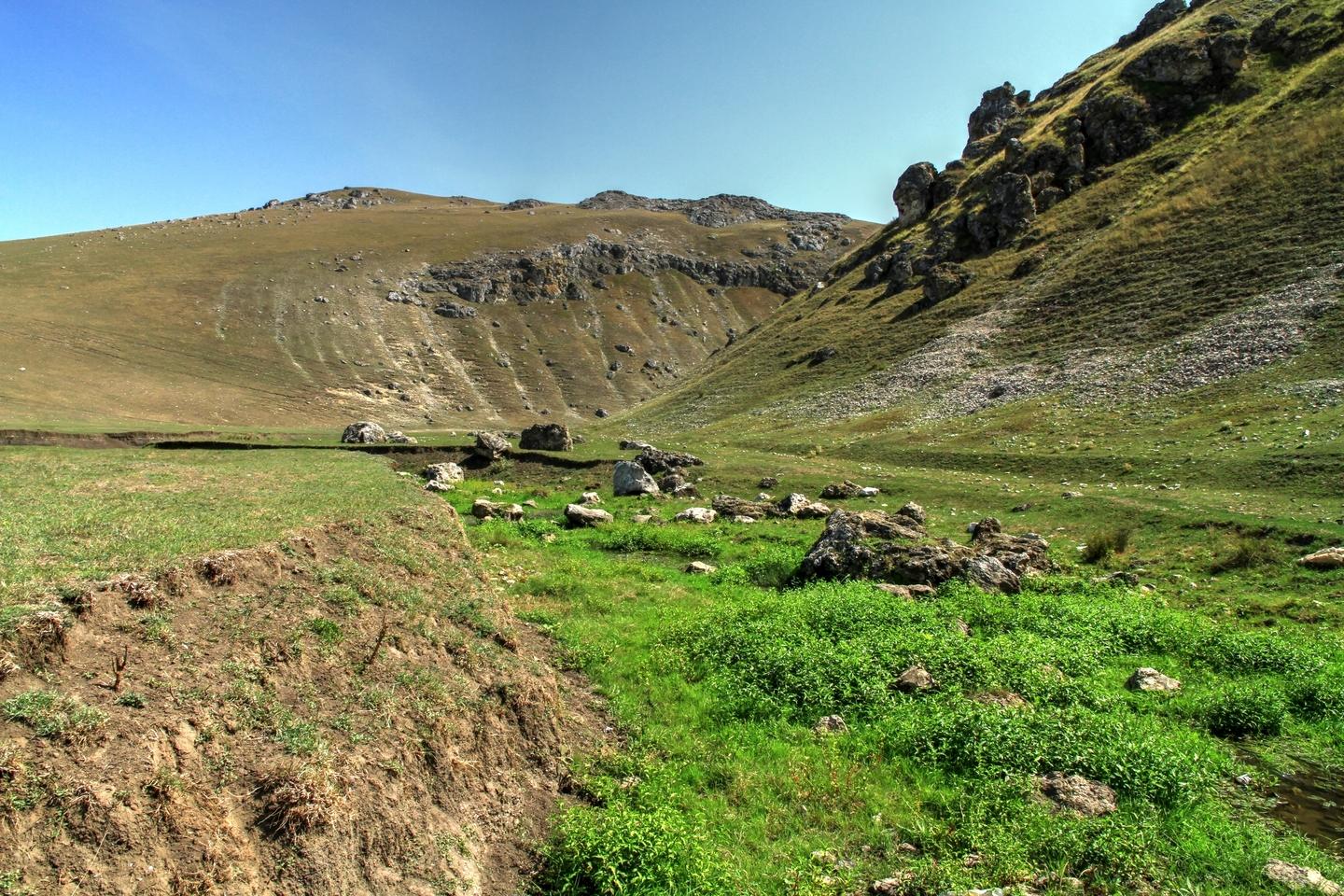
Valea râului Draghiște în apropierea defileului
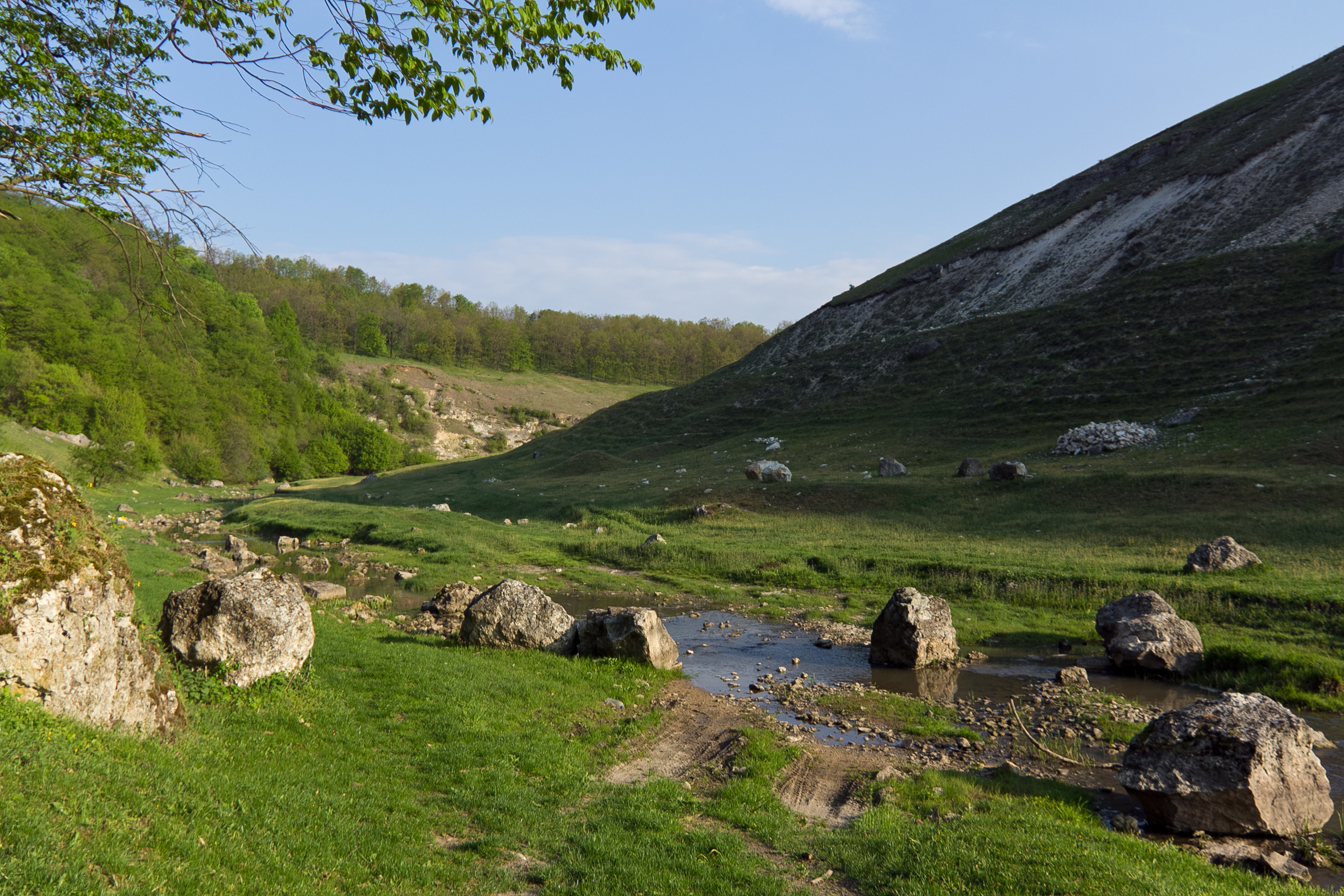
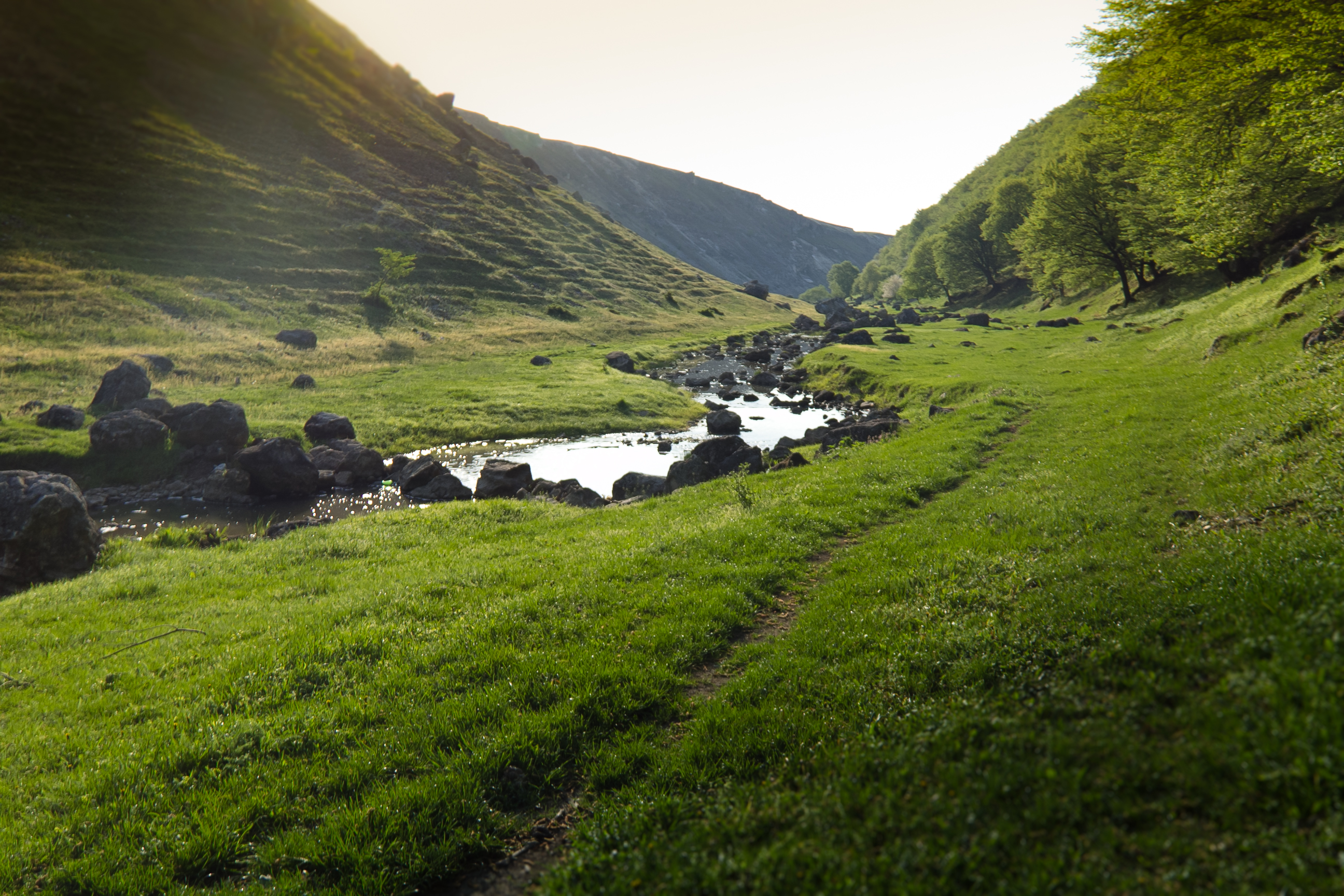
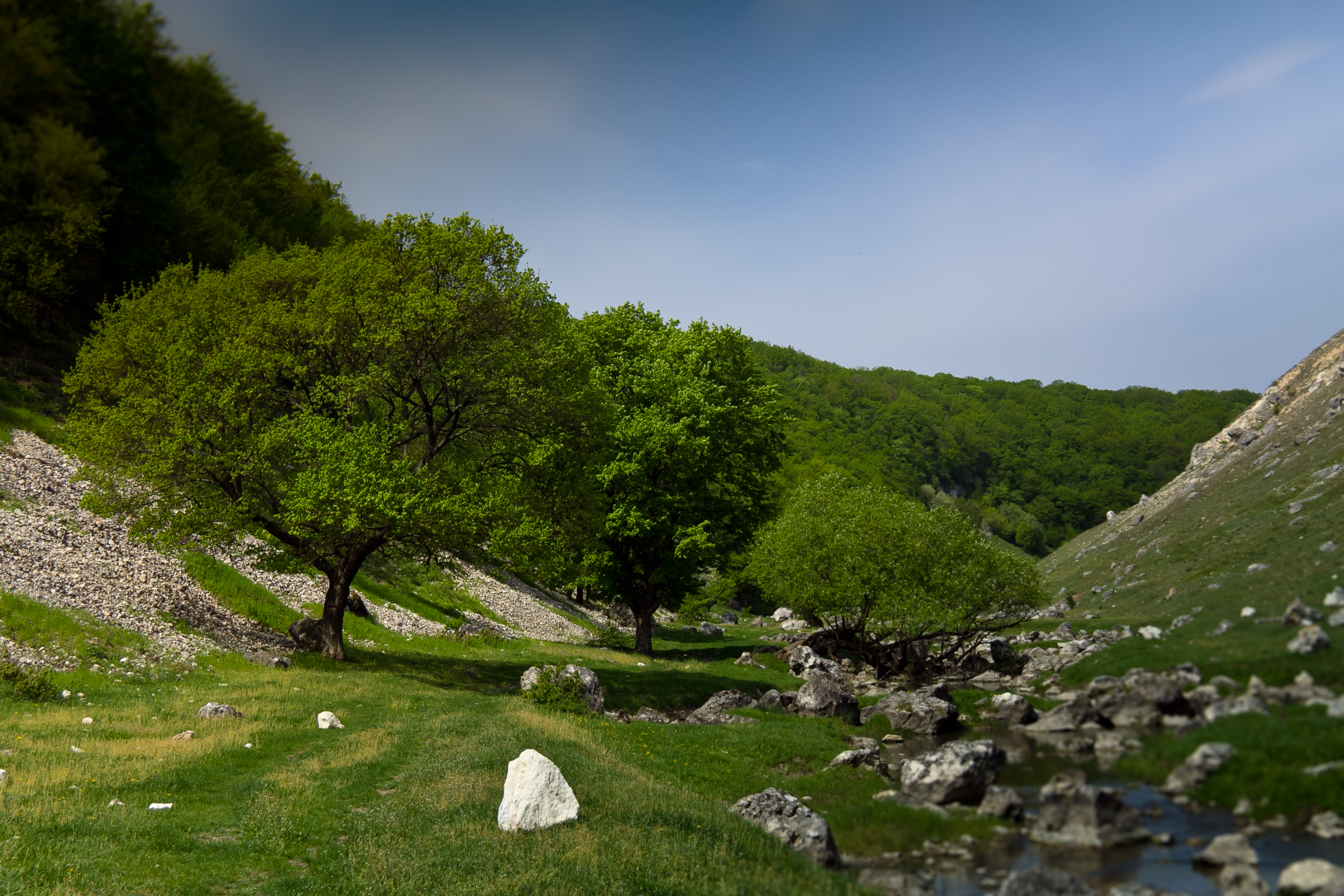
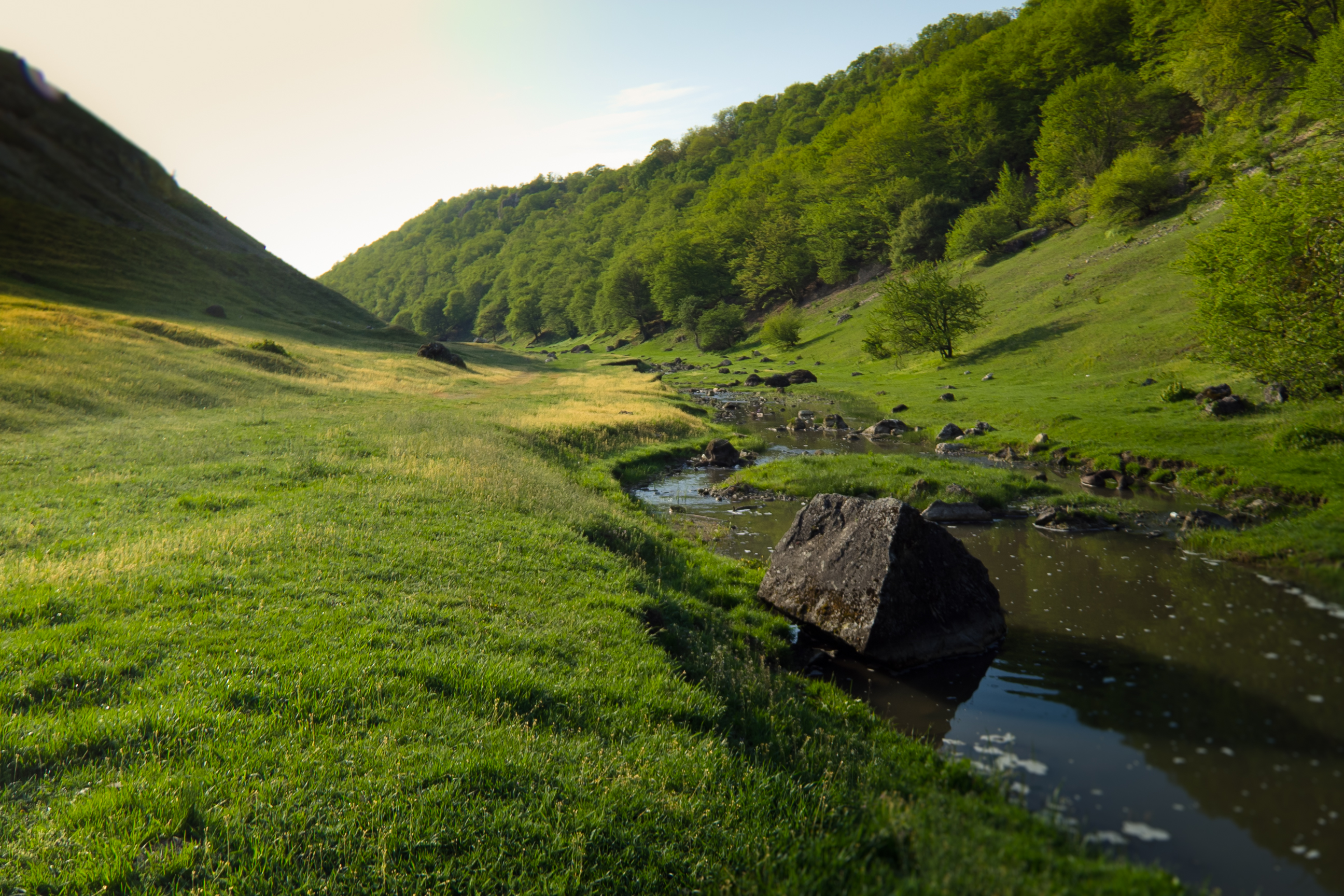
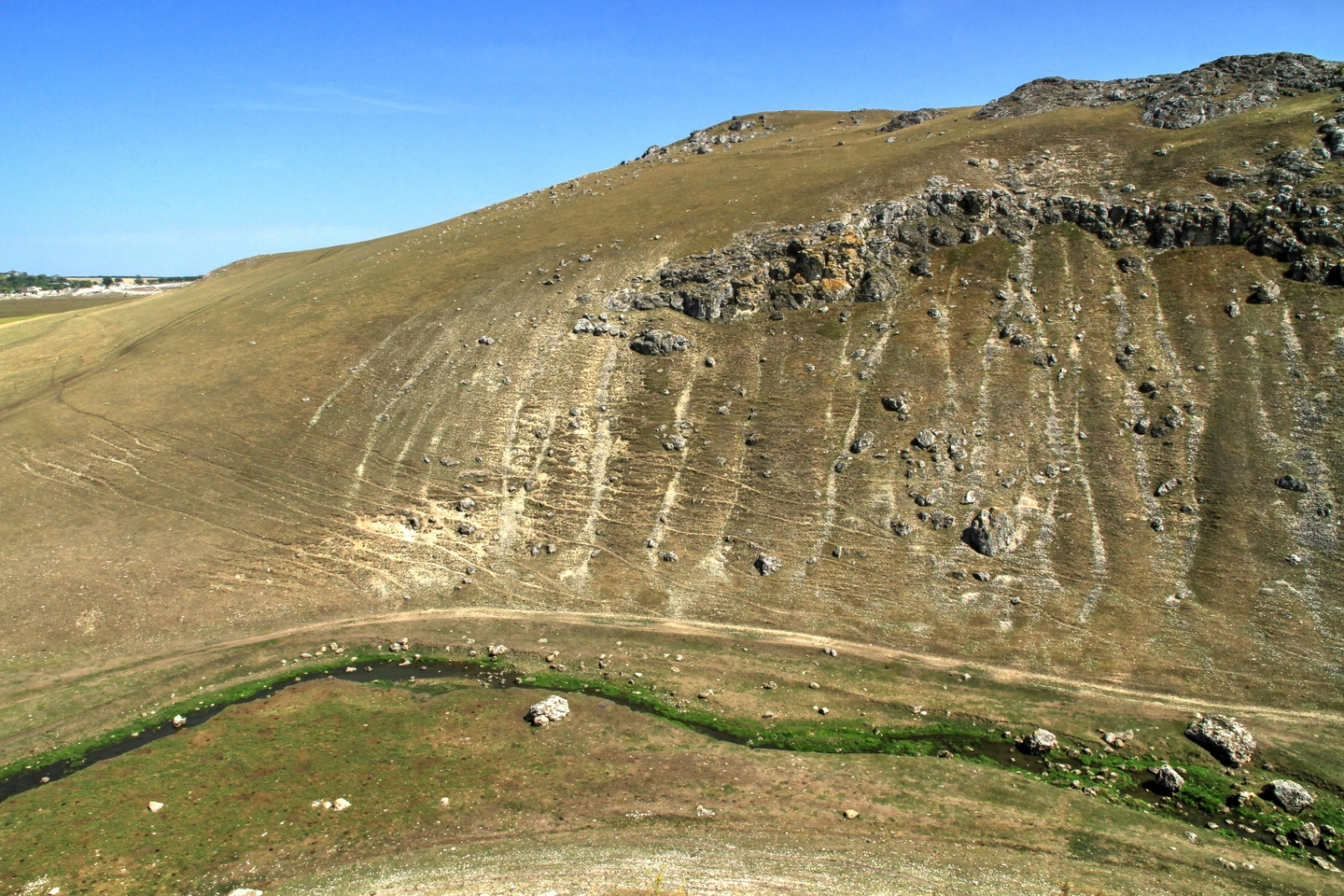
Valea râului Draghiște în defileu, văzută de pe panta dreaptă
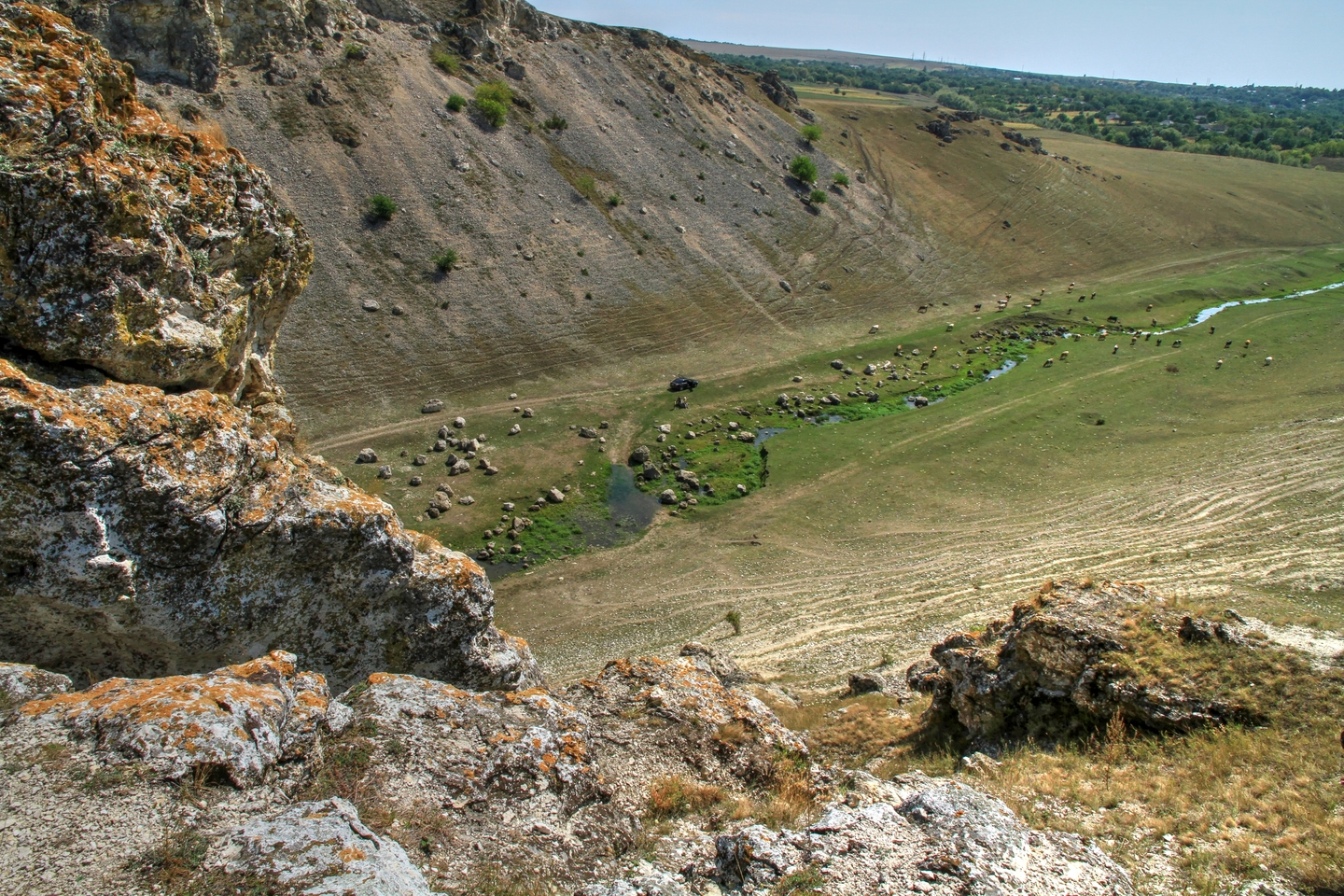